# Bismarcksäule (Kirn)

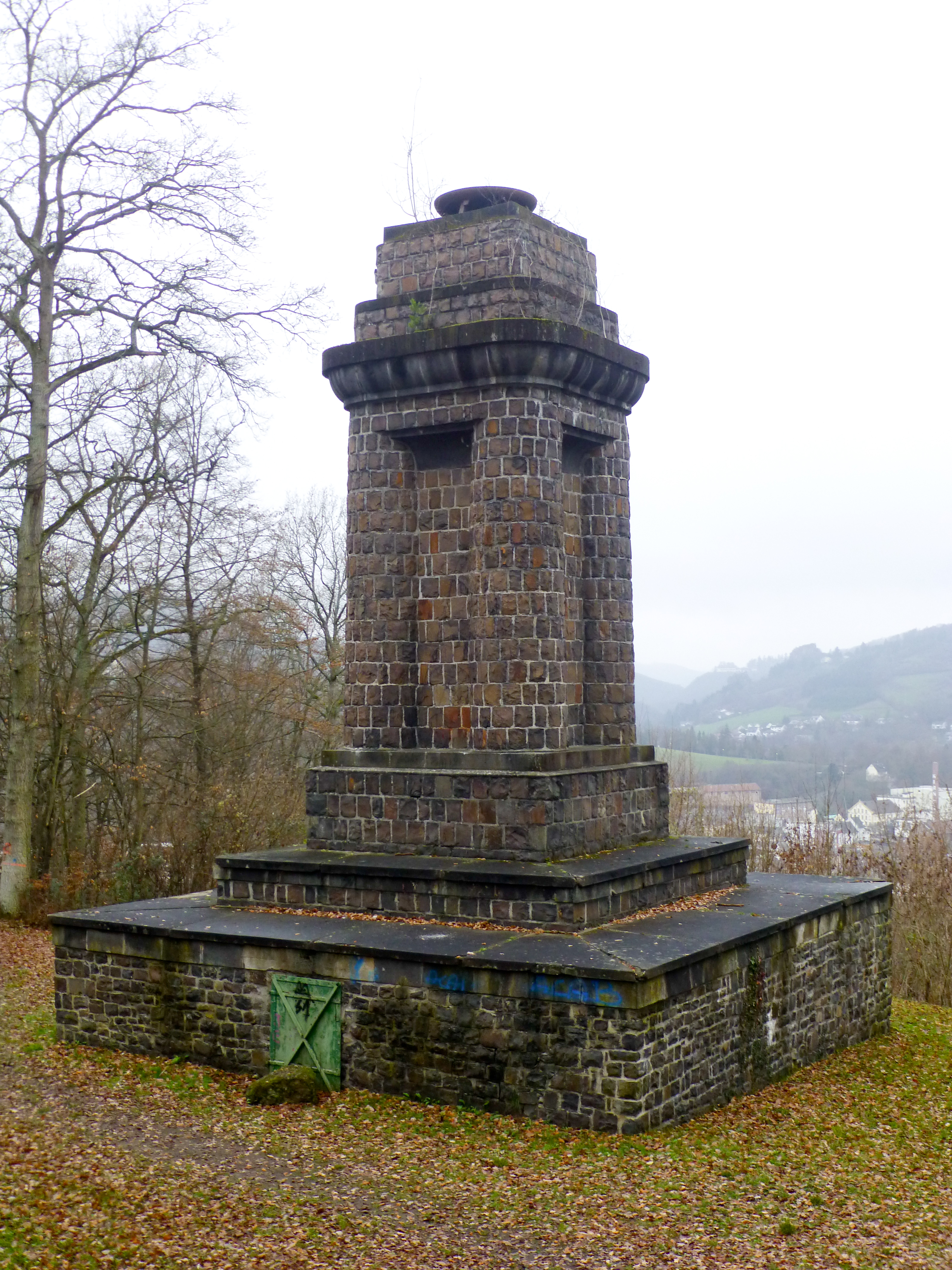
Bismarcksäule (2020)

Bismarcksäule (1910)

Die Bismarcksäule von Kirn an der Nahe im Landkreis Bad Kreuznach in Rheinland-Pfalz ist ein zu Ehren des ersten deutschen Reichskanzlers Fürst Otto von Bismarck (1815–1898) erbauter Bismarckturm. Der nach dem Typenentwurf „Götterdämmerung“ des Architekten Wilhelm Kreis gestaltete Turm steht auf dem Gauskopf südlich von Kirn, hat eine Höhe von zwölf Metern und wurde 1901 eingeweiht.

## Geschichte
Nach dem Tod Bismarcks im Jahr 1898 gründeten Anhänger einen Ausschuss, um in Kirn ein Denkmal für den früheren Reichskanzler zu errichten. Der Ausschuss entschied, statt eines konventionellen Denkmals einen Turm auf dem Gauskopf südlich der Stadt nach dem Typenentwurf Götterdämmerung bauen zu lassen, der im Deutschen Kaiserreich bis 1911 insgesamt 47 Mal in unterschiedlichen Größen und Materialien ausgeführt wurde – meist mit einer Feuerschale an der Spitze, um an bestimmten Feiertagen ein weithin sichtbares Feuer entzünden zu können.
Am 16. Juli 1900 fand die Grundsteinlegung für die Bismarcksäule statt, mit deren Bau sofort begonnen wurde. Die Bauarbeiten wurden vom Kirner Baugewerksmeister Albert Pfeiffer geleitet. Als Baumaterial diente vorwiegend Basalt, der aus einem Steinbruch in Niedermendig in der Osteifel stammt, sowie Melaphyr aus der Nahe-Region.
Die Bauarbeiten waren in weniger als zehn Monaten abgeschlossen, sodass die Bismarcksäule am 12. Mai 1901 feierlich eingeweiht werden konnte. Am Abend desselben Tages wurde die Feuerschale auf dem Turm zum ersten Mal entzündet. An der Vorderseite der Säule wurde ein Bismarck-Relief angebracht, die Gesamtkosten für das Bauwerk betrugen gut 10.400 Mark.
Die folgenden Jahrzehnte überstand die Bismarcksäule weitgehend unbeschadet. In jüngster Zeit wurden am Podest des Bauwerks größere Schäden festgestellt und ausgebessert. Das Bauwerk wird heute nicht mehr als Feuersäule genutzt, die Feuerschale an ihrer Spitze also nicht mehr entzündet.

## Architektur
Die Bismarcksäule wurde auf einem quadratischen Grundriss errichtet. Auch der Baukörper selbst ist quadratisch angelegt, allerdings wird die wuchtige Wirkung durch Dreiviertelsäulen an den Ecken abgemildert.
Die Bismarcksäule ist in vier Teile gegliedert: Den untersten Teil bildet ein etwa zwei Meter hohes Podest, das eine quadratische Grundfläche von 9 m × 9 m hat. Auf der Rückseite des Podests befindet sich eine Tür, durch die man in das Innere gelangen und über Metallsprossen zur Spitze der Säule aufsteigen kann.
Auf dem Podest steht das ebenfalls rund 2 m hohe Sockelgeschoss der Säule, das in zwei Ebenen gegliedert ist. Die untere Ebene hat eine quadratische Fläche von etwa 5,5 m × 5,5 m und eine Höhe von rund 0,5 m, die obere Ebene ist etwa 4 m × 4 m groß und knapp 1,5 m hoch.
Über dem Sockelgeschoss erhebt sich der eigentliche, rund fünfeinhalb Meter hohe Turmkörper. Er ist gegenüber dem Sockelgeschoss etwas zurückgesetzt und an den Ecken durch Dreiviertelsäulen abgerundet. Die Vorderseite ist mit einem Bismarck-Relief aus Bronze verziert, das vom Bildhauer Robert Cauer aus Bad Kreuznach geschaffen wurde; es zeigt den früheren Reichskanzler in einer Profilansicht von der rechten Seite.
Oberhalb des Turmkörpers folgt das etwa 2,5 m hohe Obergeschoss, das aus einem Architrav und einem zweistufigen Oberbau besteht. Der Oberbau ist gegenüber dem Turmkörper wiederum etwas zurückgesetzt und wird von einer großen runden Feuerschale bekrönt. Die Säule hat (ohne die Feuerschale) eine Höhe von 12 m.
Zur Befeuerung wurde in die Schale mit Benzin oder Petroleum getränkter Sand gefüllt und angezündet.